# Dilsiz
Dilsiz (Turco Ottomano دلسز, "senza lingua") era il nome dei servitori "sordo-muti" nell' enderûn (sign. "interno", cioè i quartieri privati) del Palazzo del Sultano nell'impero ottomano. Per definirli veniva usato anche il nome persiano bīzabān, avente lo stesso significato. I Dilsiz svolgevano compiti di vigilanza, e agivano come messaggeri e paggi, svolgendo specialmente compiti che richiedevano segretezza. Questi includevano anche le esecuzioni.
Per la prima volta i Dilsiz furono utilizzati da Maometto il Conquistatore. Il Dilsiz aveva un'uniforme speciale, riceveva uno stipendio e una pensione e veniva comandato da un "sordomuto supremo" (Başdilsiz). Ai tempi di Mustafa II oltre ai Dilsiz come servi venivano anche usati dei "nani" (cüce). Inizialmente, i Dilsiz erano solo al servizio del Sultano, in seguito furono anche usati come servi dei Gran Visir. Per comunicare tra loro e con i loro padroni usavano un linguaggio dei segni. Molti dei Dilsiz sapevano leggere e scrivere.